# Маре Теіхманн
Маре Теіхманн (ест. Mare Teichmann; 1 березня 1954, Таллінн) — естонський психолог, академік.